# Michail Bakaev
Michail Chazbievič Bakaev (in russo Михаил Хазбиевич Бакаев?; Vladikavkaz, 5 agosto 1987) è un calciatore russo, centrocampista svincolato.

## Carriera
Ha giocato con Avtodor Vladikavkaz, Alania e Anži.
Il 13 marzo 2010 debutta in massima serie, contro lo Spartak-Nal'čik.

## Palmarès

### Club

#### Competizioni nazionali
- Coppa del Kazakistan: 2

Qaýrat: 2014, 2015
- Supercoppa del Kazakistan: 2

Qaýrat: 2016, 2017